# Ruklada
Ruklada (cyr. Руклада) – wieś w Serbii, w okręgu kolubarskim, w gminie Ub. W 2011 roku liczyła 317 mieszkańców.